# Тукоджи Рао Холкар I
Тукоджи Рао Холкар (хинди तुकोजी होल्कर; 26 июня 1723 — 15 августа 1797) — четвертый махараджа Индаура из династии Холкар (13 августа 1795 — 15 августа 1797).

## Биография и карьера
Родился 26 июня 1723 года. Тукоджи Холкар был приемным сыном Малхара Рао Холкара, он был вторым сыном Тануджи Холкара, племянника Малхара Рао Холкара. Таким образом, он также был внучатым племянником Малхара Рао Холкара, 1-го махараджи Индаура. У него было четыре сына: Каши Рао Холкар, Малхар Рао Холкар II, Яшвант Рао Холкар, Витходжи Рао Холкар.
После кончины Ахилии Холкар в 1795 году Тукоджи Рао был единственным подходящим человеком, который мог сохранить великолепие королевства Холкар в неприкосновенности. Он стал четвертым правителем королевства на короткий период с 1795 по 1797 год и защищал провинцию как отважный солдат. Это было время кризиса, когда Тукоджи Рао получил ответственность за княжество Холкар. Кханде Рао, муж Ахилябай, уже погиб в Кумбхерской войне 1754 года. Тукоджи Рао Холкар был самым надежным главнокомандующим Малхара Рао Холкара. Находясь на смертном одре, Малхар Рао высоко ценил Тукоджи, что еще больше усилило его преданность кправящему дому Холкар. Малхар Рао сказал: «Ты единственный, кто может поддержать мое имя и защитить принца Мале Рао Холкара (внука Малхара Рао) после моей смерти». Но у Мале Рао также была очень короткая продолжительность жизни. Он умер 13 марта 1767 года из-за болезни. На данном этапе именно Тукоджи Рао подчинился служению Ахилии Бай, и она смогла выдержать испытания, с которыми столкнулась, служа своему народу. Ахилия Бай также уважала его как своего шурина, поскольку Тукоджи Рао был приёмным сыном Малхара Рао Холкара I.
Замечательные и искренние заслуги, оказанные Тукоджи Рао Холкаром I во время правления Малхара Рао Холкара I в качестве командующего его армией и во время Ахилии Бай Холкар в качестве главнокомандующего, могли бы привлечь большое признание к его выдающимся талантам в управлении и в качестве главнокомандующего вооруженными силами. В то же время он ни на минуту не забывал о своем первоначальном чувстве долга перед королевским домом Холкаров. Он был более чем послушен; он был исполнителен, и все его действия были направлены на то, чтобы угодить и примирить княжеский трон, которому он был исключительно обязан своим высоким положением. Народ Малвы чувствовал себя в безопасности в руках Тукоджи Рао Холкара I, и территории, составляющие княжество Холкар, продолжали процветать в течение почти двух лет после смерти Ахилии Бай.
Он активно участвовал в завоеваниях Пенджаба и участвовал в битвах при Лахоре, Аттоке и Пешаваре, в которых он командовал многими силами маратхов в регионе Пенджаб и приграничных районах Атток и Пешавар. Он также на короткое время завоевал Джаллалабад, где одержал победу над Джахан-ханом. Позже, после поражения в Третьей битве при Панипате, он сыграл важную роль в возрождении маратхов и последующей Первой англо-маратхской войне. Сообщение о том, что его отношения с Махададжи Шинде ухудшились.
74-летний Тукоджи Рао скончался 15 августа 1797 года в Пуне. Он оставил после себя «характер хорошего солдата, простого, незатронутого человека, чья храбрость превосходила его мастерство. Записи показывают, что при жизни он никогда не использовал собственную печать и всегда оставался верен Малхару Рао и его семье до последнего вздоха».

## Семья
Он был женат на двух женах (Шримант Акханд Субхагьявати Тайбай Сахиба Холкар и Шримант Акханд Субхагьявати Рахмабай Сахиба Холкар). У него было четыре сына:
- Каши Рао Холкар (1764—1808), 5-й махараджа Индаура (1797—1799)
- Малхар Рао Холкар II (1767 — 24 сентября 1797)
- Яшвант Рао Холкар (3 декабря 1776 — 28 октября 1811), 6-й махараджа Индаура (1799—1811)
- Витходжи Рао Холкар (1776 — 16 апреля 1801)

## В популярной культуре
- В 1994 году в хинди-сериале «Великая маратха» персонажа Тукоджи сыграл Санджай Махендирата.
- В телесериале на хинди «Пуньяшлок Ахилябай» 2021-22 годов персонажа играет Сиддхарт Баннерджи.